# Priscilla Chan
Priscilla Chan, née le 24 février 1985 à Braintree, dans l'État du Massachusetts, est une pédiatre américaine. Elle est également philanthrope, et l'épouse de Mark Zuckerberg, le fondateur, actionnaire majoritaire et président-directeur général (PDG) de Meta.

## Biographie
Priscilla Chan est née à Braintree,, et a grandi à Quincy (Massachusetts), dans la banlieue de Boston. Ses parents étaient des réfugiés chinois hoas qui ont fui l'ancien Vietnam du Sud dans des bateaux de réfugiés pour fuir l’oppression du gouvernement vietnamien,. Elle a deux jeunes sœurs. Elle a grandi en parlant le cantonais et a servi d’interprète pour ses grands-parents qui l'élevaient pendant que ses parents enchaînaient les petits boulots.
Selon une déclaration de Mark Zuckerberg, Chan est bouddhiste.  

### Études
En 2003, elle a été diplômée de l'école secondaire Quincy, en tant que valedictorian (un des meilleurs étudiants, chargé de faire le discours de fin d'études) et a été désignée comme le « génie de la classe » par ses camarades de classe. 
Priscilla Chan est entrée à l'université Harvard en 2003, où elle a rencontré Mark Zuckerberg, avec qui elle s'est mise en couple. Elle a obtenu son diplôme en biologie en 2007. 
Elle parle couramment l'espagnol, le cantonais et l'anglais. Elle est également la première personne de sa famille à avoir fait des études à l'université..
Après l'obtention du diplôme, elle a enseigné la science à l'école privée Harker pendant un an, avant d'entrer à l'école de médecine de l'université d'État de Californie à San Francisco en Californie, en 2008. Elle en sort diplômée en pédiatrie en 2012.

### Mariage avec Mark Zuckerberg
Priscilla Chan a épousé Mark Zuckerberg le 19 mai 2012, le lendemain de l'introduction en bourse de Facebook.
Mark Zuckerberg et Priscilla Chan ont promis environ 1,6 milliard de dollars à des organismes de bienfaisance, y compris un don de 75 millions de dollars à l'hôpital général de San Francisco, où Chan a travaillé. En 2013, ils ont donné 18 millions d'actions Facebook (évaluées à plus de 970 millions de dollars) à la Silicon Valley Community Foundation. Ils ont également promis 120 millions de dollars aux écoles publiques dans la région de la baie de San Francisco. En décembre 2015, le couple promet de donner 99 % de ses actions Facebook, d’une valeur de 45 milliards de dollars, à la Chan Zuckerberg Initiative, une structure juridique propre au droit américain  qui concentre son action dans les secteurs de la santé et de l'éducation. 
Le 31 juillet 2015, Mark Zuckerberg a annoncé que lui et Chan attendaient une petite fille. Il a déclaré qu'il était convaincu que le risque de fausse couche était faible à cette étape de la grossesse, alors que Chan avait déjà subi trois fausses couches. Chan et Zuckerberg ont annoncé la naissance de leur fille, Maxima Chan Zuckerberg, le 1er décembre 2015.
Les objectifs de bienfaisance de Chan se concentrent sur l'éducation, les soins de santé et la science, qui sont étroitement liés à son passé personnel. Elle est considérée comme ayant eu une forte influence sur la soi disant philanthropie de son mari. Elle a lancé The Primary School en 2016, une organisation à but non lucratif assurant l'éducation primaire et secondaire (« K–12 ») ainsi que les soins prénataux, à East Palo Alto, en Californie. 
En mars 2017, Mark Zuckerberg a annoncé que son couple attendait une autre fille. En mars 2017, Chan et Zuckerberg ont fait don de 50 000 $ au Fonds de dotation d'Aloha Angels, un programme visant à financer les enseignants et les activités de l'école à Kauai, à Hawaï. Leur fille August Chan Zuckerberg naît le 28 août 2017.  Le 21 septembre 2022, Zuckerberg annonce que le couple attend un troisième enfant pour 2023.